# Guillermo de Bellême
Guillermo de Bellême, también Guillaume Talvas y William Princeps (Bellême c. 970-Domfront c. 1031), fue un noble normando, conde de Bellême y señor de Alençon y Saonnoi. Era hijo de Yves de Bellême y su esposa Godeheut (Godehilde). Guillermo de Jumièges le cita como un personaje «infinitamente cruel y ambicioso».
La primera mención de Guillermo en cualquier registro fue en el año 1000 como mariscal de las fuerzas reales cuando acompañó al rey de Francia a Toulouse, siendo la siguiente mención cuando sucedió a su padre en 1005.
Con el consentimiento de Ricardo I de Normandía, Guillermo había construido dos castillos, uno en Alençon y el otro en Domfront, mientras que el corazón del señorío de Yves era el castillo de Bellême, construido «a un cuarto de legua del antiguo calabozo de Bellême» en Maine.
Su hermano Avesgaud, obispo de Le Mans se vio envuelto en constantes guerras con Herberto I de Maine. En 1020, el obispo Avesgaud huyó al castillo de su hermano en Bellême tras ser expulsado de su sede por el conde Herberto, por lo que Avesgaud puso un interdicto sobre Herbert y sus tierras y le excomulgó. Guillermo unió fuerzas con su hermano Avesgaud para atacar al conde Herbert en el castillo de Ballon. Al principio, Guillermo y Avesgaud fueron derrotados, pero Giroie de Échauffour, un vasallo de Guillermo, se mantuvo firme y derrotó por completo a las fuerzas de Herberto. Guillermo de Bellême presentó a Giroie al duque Ricardo en Rouen, quien recompensó a Giroie con las tierras de Heugon.
En 1027, cuando Roberto I de Normandía, sucedió a su hermano Ricardo III, Guillermo de Bellême se rebeló contra él. Roberto puso sitio a su castillo de Bellême hasta que Guillermo se rindió, y entonces tuvo que pedir humildemente perdón (descalzo y con una silla de montar sobre los hombros). Tras ser perdonado y recuperar su feudo de Alençon, Guillermo envió a sus hijos Fulco y Roberto a hostigar a los vikingos, pero fueron derrotados y Fulco murió en el campo de batalla de Blavon.
Ni Guillermo ni su padre Yves atestiguaron ninguno de sus actos utilizando el título de comes (conde), lo que indica que tenían autoridad feudal en sus propios territorios, pero no estaban oficialmente investidos como condes.

## Herencia
Guillermo se casó con Matilde de Condé-sur-Noireau, hija de Arnulfo de Ganelon (c. 940-1017). La pareja tuvo seis hijos:
- Fulco [Foulques, Fulke] de Bellême (c. 996-?);
- Robert de Bellême (m. 1034), sucedió a su padre como señor de Bellême. Fue asesinado en prisión;
- Ivo de Bellême, señor de Bellême y obispo de Sées;
- Guillermo II Talvas mantuvo el «honor de Bellême» por derecho de su hermano Ivo;
- Benoit de Bellême, monje de la Abadía de Fleury;
- Mathelin de Bellesme (c. 1020-1094), señor de Essay;[8]

### Ilegítimos
- Guillermo de la Ferté-Macé, vizconde de Bellême y conde de Massey.
- Warin [Guérin] de Bellême (c. 994-1026), falleció en 1026 en circunstancias extrañas.[9] Señor de Domfront.

Su viuda Matilde junto con su hijo Guillermo Talvas confirmaron y aumentaron las donaciones de Guillermo de Bellême a la iglesia de Bellême.